# Hideaki Kitajima
Hideaki Kitajima (北嶋 秀朗, Kitajima Hideaki) est un footballeur japonais né le 23 mai 1978 à Narashino dans la préfecture de Chiba au Japon.